# Parectopa robiniella
El minador de robinia (Parectopa robiniella) es una polilla nocturna de la familia  Gracillariidae, subfamilia Ornixolinae.  Se trata de una especie nativa de América del Norte, que fue introducida accidentalmente en Italia, donde la hallaron en el 1970 en Lombardía. Ahora se encuentra en muchos Estados miembros de la Unión Europea: Italia, Francia, Alemania, Eslovenia, Austria, Eslovaquia, Hungría, Rumania y además en Croacia y Ucrania.

## Ciclo vital
Las larvas maduras de ese insecto pasan el invierno bajo el suelo y, al llegar la primavera, se convierten en pupas y luego en adultos, que en junio deponen sus huevos en la parte inferior de las hojas de especies de Robinia o acacias falsas. Las larvas son minadores de hojas, viven en la parte inferior de la hoja y hacen túneles muy irregulares, con forma de dedos. Las larvas tienen una longitud de unos 5 mm. Los nuevos adultos salen en verano. Esta mariposa tiene dos (Europa central) o tres (Europa meridional) generaciones por año.

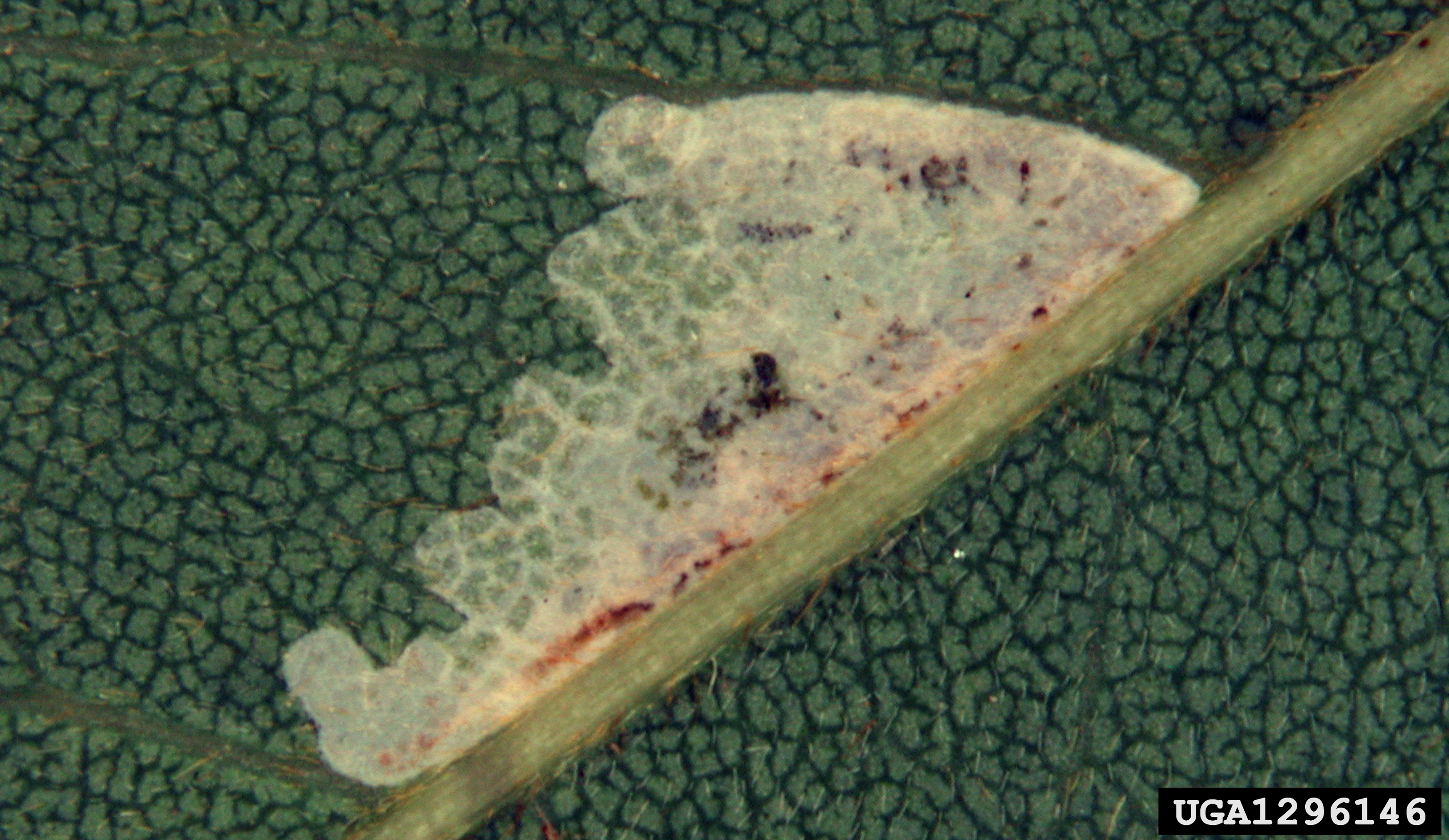
Daños

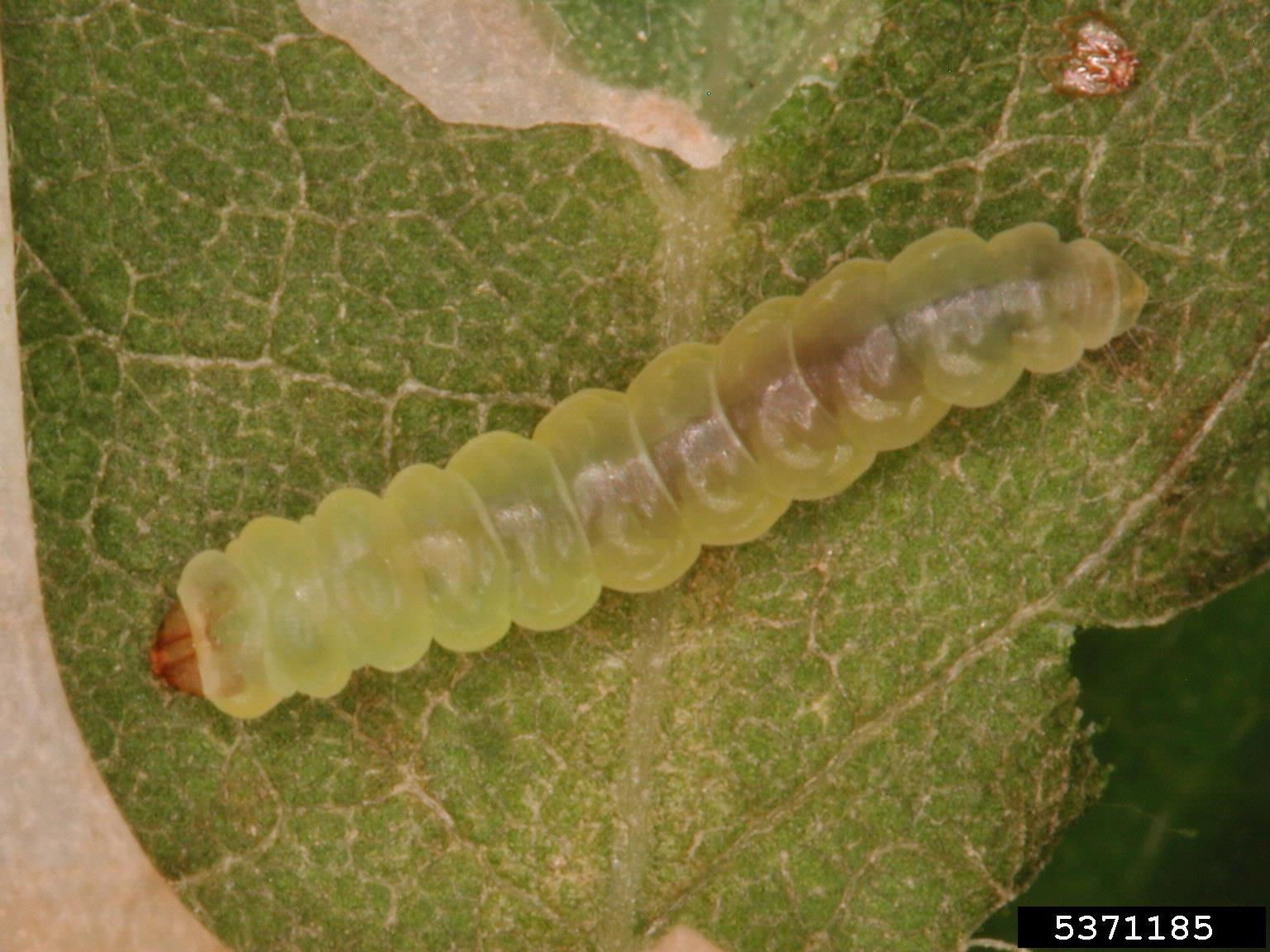
Larva

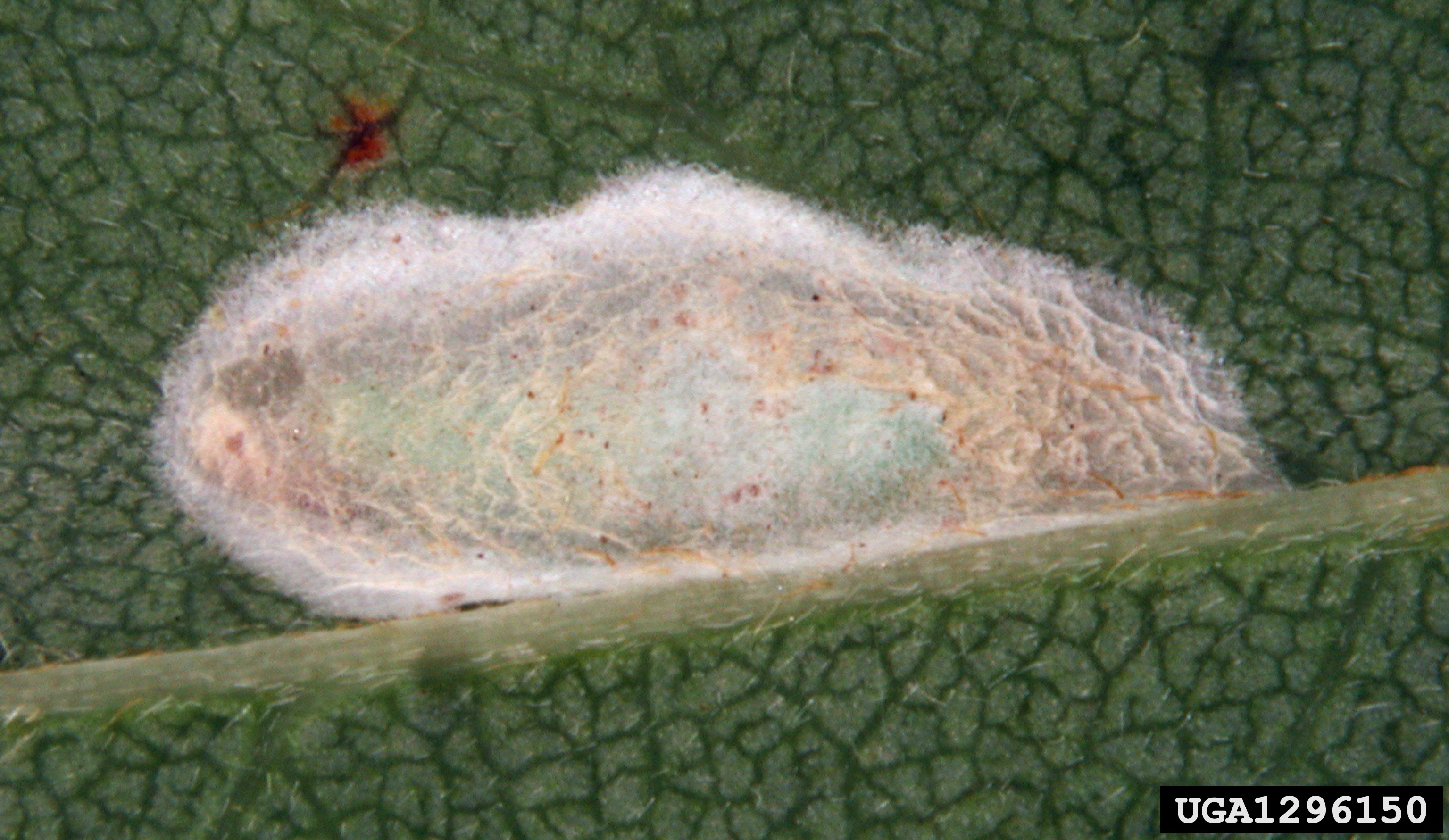
Pupa

## Planta alimento
Las larvas  se alimentan de las hojas de Robinia pseudoacacia y de otras especie de Robinia. 